# Ángel Trías Álvarez
Ángel Mariano Narciso Eutimio Trias Álvarez más conocido como Ángel Trías Álvarez, (24 de diciembre de 1809 - 30 de agosto de 1867) fue un militar mexicano y gobernador chihuahuense en 8 ocasiones distintas. Fue uno de los más fieles colaboradores del gobernador José Joaquín Calvo en 1834 y diez años después, en 1844, se convirtió en el iniciador del liberalismo chihuahuense. Por toda su trayectoria en las filas de los reformistas fue el político chihuahuense de más confianza para el licenciado Benito Juárez. 
Dos veces candidato a la presidencia de la República. Luchó dos veces durante la Intervención estadounidense en México en la Batalla de Sacramento y en la Batalla de Santa Cruz de Rosales. Se aprestaba a atacar Nuevo México al concretarse la venta de La Mesilla, pero fue detenido por el Gobierno Federal. Luchó del lado de los Liberales durante la Guerra de Reforma, y también contra los franceses durante la Segunda Intervención Francesa en México. Al mismo tiempo un decreto supremo del abril de 1864 proclamó la ley marcial en Chihuahua, y designó a J.J. Casavantes como gobernador. La legislatura se opuso tan vigorosamente a la remoción de Luis Terrazas, que Patoni se decidió a marchar con una fuerza para mantener la orden del presidente. Las autoridades locales cedieron, y el comandante en jefe hizo una prudente concesión parcial instalando al popular Ángel Trías como gobernador y a sus militares en segundo lugar. El supremo gobierno, que en agosto había sido evacuado de Saltillo hacia el distrito de Nazas, fueron obligados a retirarse a Chihuahua, dónde llegaron el 12 de octubre de 1864. Aquí la gente recibió a Benito Juárez con las demostraciones más leales, dirigidas por el gobernador Trías. Este había rechazado indignadamente una oferta para unirse a los imperialistas del danés Emilio Langberg, antes General en servicio republicano. (Él había sido igualmente firme en 1861, cuando vinieron rumores de avances o de invasiones de confederados desde Estados Unidos).  El 15 de octubre de 1864, Chihuahua fue declarada la capital provisional y fueron tomadas medidas para reunir recursos materiales y  hombres.
Trías Álvarez, Ángel Mariano narcisoeutimio  XXIIIGobernador del estado. Nació el 24 de diciembre de 1809 en la capital de la Nueva España, hoy Ciudad de México (DF), hijo de Pablo Trías, originario de Cataluña, España; y de María Trinidad Álvarez, oriunda de Huichapa. Se desconoce a que edad llegó a Villa de San Felipe, creyéndose que fue a temprana edad, pues hizo estudios primarios y suficientes en esta Villa. A los 20 años se marchó a Europa, donde estudió en Francia e Italia, cultivando amistad con quien después sería Presidente de la República.

## Fallecimiento
Falleció en la finca "Labor de Trías", de tuberculosis pulmonar. (Actualmente dentro de los límites de la Ciudad de Chihuahua-
Esta finca estuvo abandonada buena parte del siglo XX, sin embargo en 1999 se comenzó su reconstrucción y actualmente es un parque en el norte de la Ciudad de Chihuahua, conocida como Quinta Carolina, por el nombre que le dieron sus últimos dueños, la familia Terrazas.